# Otospermum
Otospermum là một chi thực vật có hoa trong họ Cúc (Asteraceae).

## Loài
Chi Otospermum gồm các loài: